# Zu den Sieben Zufluchten (Rosenheim)

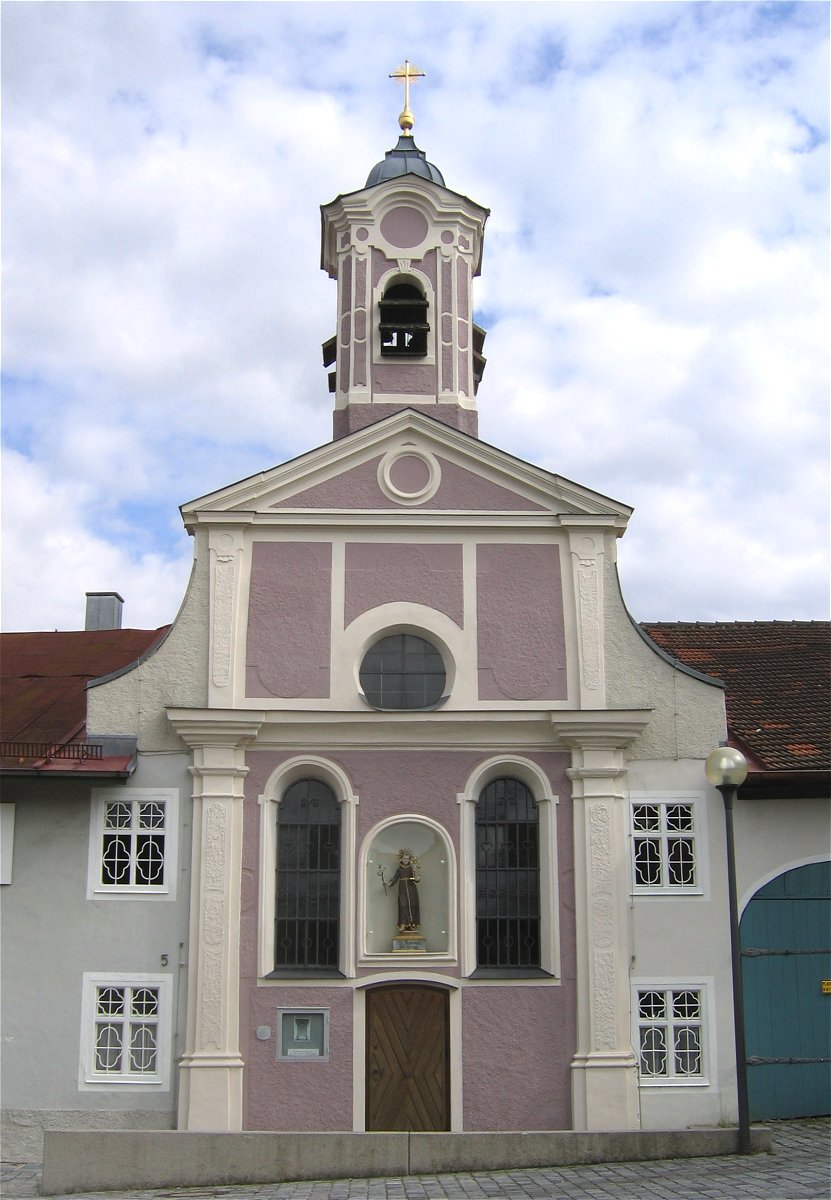
Zu den Sieben Zufluchten in Rosenheim

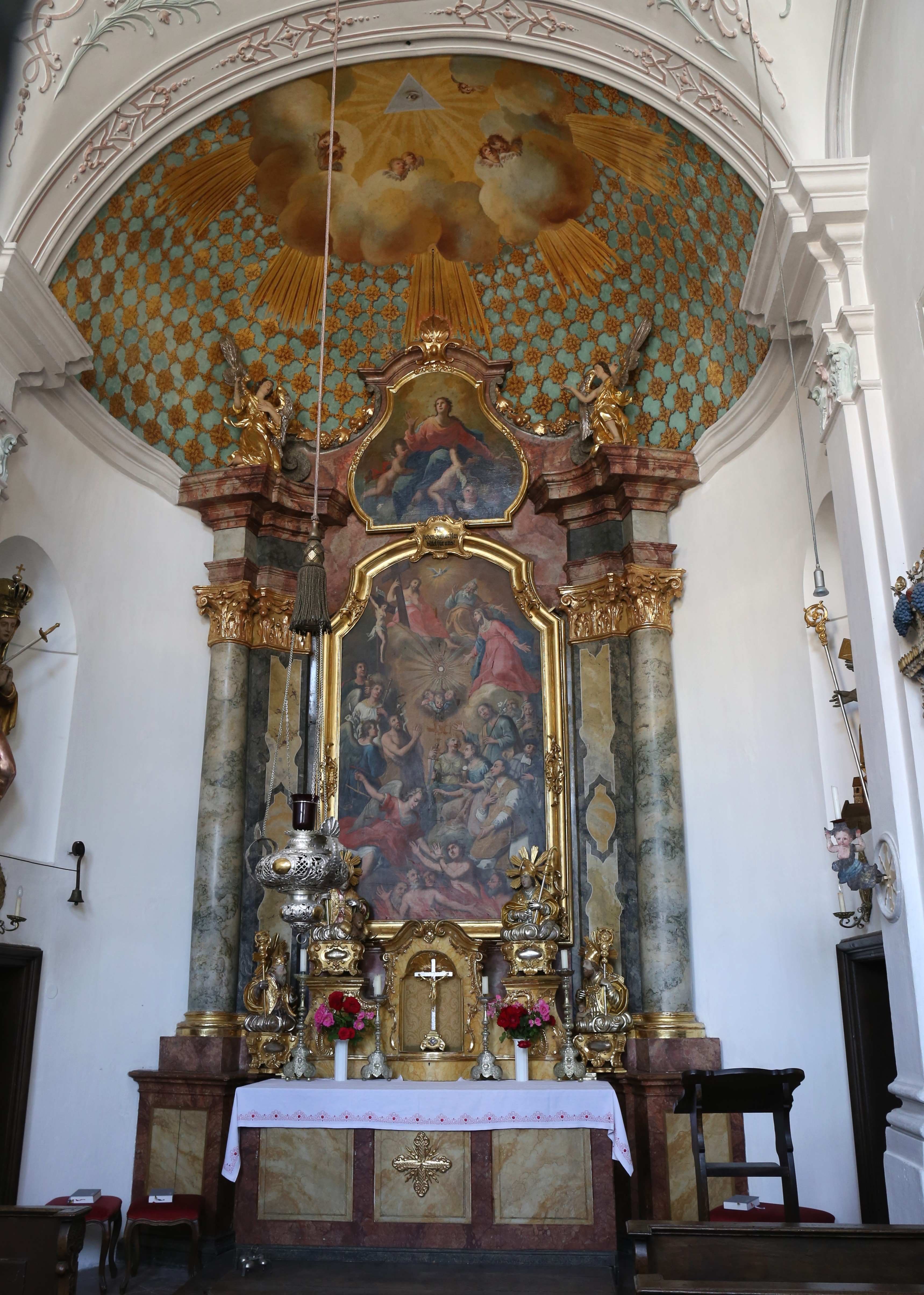
Innenraum

Die römisch-katholische Kapelle Zu den Sieben Zufluchten, die sogenannte Roßacker-Kapelle, steht in der oberbayerischen Stadt Rosenheim. Sie ist in der Liste der Baudenkmäler in Rosenheim als Baudenkmal unter der Nr. D-1-63-000-4 eingetragen. Die Kirche gehört zum Erzbistum München und Freising.

## Beschreibung
Die spätbarocke Saalkirche wurde 1737–39 nach einem Entwurf von Abraham Millauer über älteren Kellern errichtet. Sie besteht aus dem Langhaus zu zwei Jochen und dem halbrund geschlossenen Chor im Süden. Die durch Pilaster gegliederte Fassade steht giebelständig an der Straße. Darüber erhebt sich der turmartige Dachreiter mit dem Glockenstuhl.
Die Deckenmalerei von 1737 über Maria Magdalena wird Johannes Zick zugeschrieben. Auf der Halbkuppel über dem Hochaltar aus Stuckmarmor ist das Auge der Vorsehung zu erkennen. Das Altarretabel hat Johannes Zick mit den Sieben Zufluchten und der Himmelfahrt Mariens bemalt.